# Фома (Шаховцов)
Фома́ Шаховцо́в (умер 6 марта 1850 года) — иеросхимонах, подвижник Свято-Данилова монастыря, из служилых. Известен, кроме своей "святой жизни" в монастыре, тем, что оставил в дар переписанное им «уставом с киноварью и узорчатою обводкою на каждой странице напрестольное Евангелие большого формата».

## Биография
Архимандрит Дионисий писал об иеромонахе Фоме: 
Скончавшаяся в течение веков и лет братия сего монастыря получала в нём себе вечное упокоение, места сего упокоения о многих неизвестны и имена их, записанные в синодики, уже малоизвестны между живыми. Из них некоторые достойны воспоминания, как то: … ; Фома, иеромонах из рода Шаховцевых, после военной службы пробыл в Даниловском монастыре с 1818 по 1850 г., в котором скончался, — жизнь вёл благочестивую и трудился над писанием святого Евангелия напрестольного большого формата на александрийской бумаге.